# Jaime Gómez Velásquez
Jaime Enrique Gómez Velásquez (Bogotá, 20 de octubre de 1950 - desaparecido el 21 de marzo de 2006, encontrado y declarado legalmente muerto el 23 de abril de 2006) fue un sindicalista, historiador y politólogo colombiano.
Expresidente del Sindicato de la Empresa de Telecomunicaciones de Bogotá (Sintrateléfonos), concejal de Bogotá, docente universitario y asesor de movimientos sociales, desaparecido durante 34 días, torturado y asesinado en 2006, cuando hacía parte del equipo de trabajo de la entonces senadora Piedad Córdoba Ruiz. Aunque se presume que paramilitares y agentes del Estado colombiano estarían involucrados en el hecho, las investigaciones solamente han podido probar el asesinato posterior a la desaparición.

## Biografía
Jaime Enrique nació en 1950 en el seno de una numerosa familia bogotana. Fue el primero de los 8 hijos que tuvieron Ana Elvia y Luis Enrique. Jaime creció en la localidad de Kennedy, al suroeste de Bogotá, lugar que posteriormente se convertiría en uno de sus reductos políticos. En 1969 a los 19 años, se vinculó como trabajador a la Empresa de Telecomunicaciones de Bogotá (ETB) donde su contacto y labor cotidiana con sus compañeros lo acercaron a los problemas de obreros y otros empleados y a vincularse a Sintrateléfonos, una organización sindical cuyo funcionamiento y orientación era controlada por militantes de los partidos tradicionales, hasta ese entonces principalmente por el Partido Conservador Colombiano.
Gómez Velásquez, comenzó a descollar en la organización y fue construyendo un criterio político que lo llevó a unirse a las críticas de la izquierda al Frente Nacional, experimento del bipartidismo conservador-liberal que anuló la competencia política y legitimó la exclusión de otros sectores.
Posteriormente y, en congruencia con su postura política, Jaime Gómez se hace militante del Movimiento Obrero Independiente y Revolucionario (MOIR), partido de izquierda maoísta, que en la época tenía una fuerte estructura organizativa, un importante número de militantes y una marcada influencia al interior de las organizaciones populares, sindicales y comunitarias.

### Activista, negociador y dirigente de los trabajadores
Conforme su influencia política se consolidó, Gómez logró aglutinar sectores divergentes y llevó al sindicato unido en masa a las calles. Durante el mes de agosto y septiembre previos al Paro Cívico de 1977, Gómez llevó a Sintrateléfonos como sindicato independiente, no afiliado a ninguna de las cuatro centrales obreras, a la huelga y logró convocar a un grupo superior a las 5000 personas [cita requerida] que se unieron al cese de actividades y a las marchas que invadieron las calles de la ciudad entre el 14 y el 20 de septiembre de 1977.
Así llegó en 1979 a ser elegido presidente del sindicato de la ETB Sintrateléfonos, con la mayor votación en la historia de la organización. Ese cargo lo ejerció durante varios períodos, rompiendo la historia de la agremiación sindical que modificó su agenda y orientación política.
Durante más de una década, y en un momento de auge de los sindicatos como movimientos sociales en el siglo XX, Jaime fue dirigente y negociador en numerosas ocasiones de las Convenciones Colectivas que enfrentaban a la empresa con el Sindicato. En varias ocasiones también, en el marco del difícil ambiente represivo de la época, al igual que sus compañeros dirigentes de los sindicatos de la Empresa de Acueducto de Bogotá, la Empresa de Energía de Bogotá, de bancos como la Caja Agraria, hoy Banco Agrario de Colombia o Telecom Colombia, entre otros; Jaime sufrió amenazas, intimidaciones y persecución.

### Renuncia al MOIR y creación de la Central Unitaria de Trabajadores
En 1981, junto a un significativo grupo de dirigentes del movimiento obrero y sindical, en medio de intensos debates y contradicciones, Gómez decide abandonar el MOIR y se vincula activamente a un proyecto de unión sindical. En febrero de 1986 hizo parte del grupo de dirigentes que le dieron vida a la Central Unitaria de Trabajadores -CUT-. El 15 de noviembre de 1986 Jaime hizo parte de los 1.800 delegados, que en representación de 45 federaciones, y cerca de 600 sindicatos, se reunieron en el Club de Empleados Oficiales de Bogotá para firmar la declaración de principios y darle vida a la mayor central sindical de trabajadores en Colombia. Posteriormente se dedicó a estudiar y a terminar, en la Universidad Javeriana, su formación académica.

### Trayectoria (1990 – 2000)
En una alianza electoral con un grupo de dirigentes sindicales de la izquierda democrática, agrupados en el Frente Social y Político, posteriormente Alternativa democrática y Polo Democrático Independiente, Jaime Gómez Velásquez logró obtener un escaño en el Concejo de Bogotá, para el período constitucional de 1994 a 1997. Más adelante se desempeñó como asesor de Antonio Galán Sarmiento para las elecciones a la Alcaldía Mayor de Bogotá de 1997, así como de asociaciones de trabajadores pensionados de varias empresas públicas colombianas. 
En 1998 inició como docente en las Universidades Antonio Nariño, Javeriana y Politécnico Grancolombiano y ya en los primeros años de la década del 2000, se dedicó a realizar investigación, sobre comportamiento electoral en Bogotá y Marketing político además de prestar asesoría a nuevos sindicatos.

### Trabajo con Piedad Córdoba y la Izquierda Liberal
Entre 2002 y 2006 se desempeñó como asesor de la entonces Senadora Piedad Córdoba, para quien trabajó en la producción de documentos y propuestas legislativas, además de la construcción programática del movimiento político Poder Ciudadano Siglo XXI, dentro del partido liberal y cuyas bases servirían más adelante a la creación del movimiento Marcha Patriótica
Junto con otros asesores cercanos a la facción de izquierda del Partido Liberal Colombiano, el grupo de asesores de Piedad liderado por Jaime promovió el acuerdo político entre liberales y el Polo Democrático para respaldar la candidatura de Lucho Garzón a la Alcaldía Mayor de Bogotá. Antes de su asesinato, Jaime se había vinculado a la Campaña Serpa Presidente.

### Proyecto de Ley sobre verdad y justicia de Paramilitares
Posterior a la firma del acuerdo de dejación de armas con las Autodefensas Unidas de Colombia, el Gobierno Nacional radicó el proyecto de Ley de Justicia y Paz o Proyecto de Alternatividad Penal en agosto de 2003 para legalizar dicho acuerdo. Piedad Córdoba, principal opositora de esta iniciativa en el parlamento colombiano, presentó una versión alternativa considerando que el gobierno no incluía en dicha propuesta ni la verdad ni la reparación a las víctimas.
La investigación y la redacción del proyecto son lideradas por Gómez, quien ya había trabajado en otros proyectos de ley de la senadora, que también habían incomodado a sectores políticos radicales. El Proyecto de Ley 180 de 2004, conocido como el “Contraproyecto de Justicia y Paz”, fue presentado en diciembre de 2004 y los debates posteriores dieron lugar a tres nuevas propuestas de diferentes sectores políticos, todos con sendas objeciones al proyecto presentado por el gobierno. Para Gómez, era determinante la confesión como requisito obligatorio, además de altas penas para los paramilitares autores intelectuales de delitos atroces. La propuesta incluía una pena media de 25 años.
A partir de entonces, y posterior a su participación en las dos ediciones del Foro Social Mundial y otros eventos académicos en Caracas, Venezuela, Jaime Enrique mencionó a algunos de sus compañeros miembros de Poder Ciudadano, sus sospechas sobre seguimientos a sus desplazamientos. En 2005 varios de los militantes del naciente grupo político, inspirado en las ideas del Socialismo del siglo XXI, ya habían denunciado la persecución de sus líderes en Medellín, Barranquilla y en Soacha donde varios panfletos amenazantes habían llegado a miembros de la organización.

## Desaparición y Asesinato
El 21 de marzo de 2006, pasadas las 6:30 AM, Jaime salió de su casa en el sector histórico del barrio La Merced, al costado sur del parque nacional de Bogotá para realizar una ruta deportiva que practicaba regularmente. Cruzando la carrera Quinta hacia el este, tomaba rumbo hacia la Escuela de Carabineros y de allí hacia los Cerros Orientales, para ejercitarse y practicar Senderismo. Hacía las 6:30 de la tarde, su esposa y su hijo de 20 años dan aviso a las autoridades al regresar a la casa y encontrar que nunca había regresado, desde su salida a trotar temprano en la mañana.
Las autoridades distritales en cabeza del alcalde Luis Eduardo Garzón, excompañero y amigo de Jaime, respondieron al llamado y un equipo de los Bomberos, la Defensa Civil y la Policía de Carabineros de Bogotá realizaron un barrido por las 6 hectáreas de montaña en donde Gómez supuestamente había desaparecido. Los helicópteros y el rastreo con perros y equipos de búsqueda y rescate, iban prestando atención a signos de algún accidente que hubiera provocado su muerte o a la posibilidad de que Jaime hubiera sufrido algún tipo de insuficiencia cardíaca. Durante la mañana del 22 de marzo y después de completar tres barridos completos por la zona, el Sistema Distrital de Atención de Emergencias mantuvo la búsqueda en zonas aledañas pero empezaron a barajarse otras hipótesis. El gobierno nacional no realizó pronunciamientos pero agentes del Servicio de inteligencia colombiano (DAS) acudieron a la vivienda de Gómez para interrogar a su familia.
Hacia las 5 de la tarde el 22 de marzo de 2006 y después de 36 horas de su desaparición, en conferencia de prensa, Piedad Córdoba, le solicitó a las autoridades nacionales que averiguaran el paradero de Jaime, quién habría sido desaparecido, secuestrado o asesinado y señaló como directo responsable de la vida del ex sindicalista al entonces presidente Álvaro Uribe Vélez. Durante la época, la exsenadora había denunciado en repetidas ocasiones persecuciones, interceptaciones telefónicas y amenazas contra su vida, por lo cual sostuvo desde el principio que, la de Jaime Gómez, era una desaparición con motivos políticos.
Entre tanto, sus dos hijos y su esposa siguieron acudiendo a instancias gubernamentales, ONG, hospitales y al Cuerpo Técnico de Investigación de la Fiscalía (CTI) para solicitar ayuda en la búsqueda. Sin embargo el Mecanismo de Búsqueda Urgente para Desaparecidos solo fue activado tras 72 horas de la desaparición de acuerdo con estipulaciones de la ley. El gobierno nacional en comunicación posterior, en el mes siguiente (abril), enumeró las actividades realizadas para dar con su paradero.

### Movilizaciones y campaña en redes sociales
Los medios de comunicación llamaron la atención sobre la “misteriosa desaparición del profesor Jaime Gómez" e hicieron eco de las primeras declaraciones del gobierno afirmando que efectivamente había sido un accidente. Sin embargo, con el pasar de los días y sin ningún indicio de que pudiera haber fallecido en la montaña, las especulaciones perdieron sustento.
Al cabo de cuatro días sin noticias de su paradero, los familiares de Gómez, en cabeza de su hija Diana Marcela, deciden adelantar una campaña en redes sociales y con los amigos del ex-sindicalista para exigir al gobierno nacional que diera con su paradero y con los responsables de un posible caso de desaparición forzada. En varias entrevistas y mediante una serie de cartas que, a diario, Diana Marcela escribió al Presidente y Vicepresidente de la República, se le solicitó al Gobierno cooperación en la búsqueda y que dejaran de afirmar que había sido un accidente, a raíz de las declaraciones del entonces ministro de interior Sabas Pretelt de la Vega.
Mientras el gobierno nacional ratificó el dictamen inicial de las autoridades de que Jaime habría caído de un precipicio, la familia decidió enviar misivas internacionales para que ONG y miembros del Congreso de los Estados Unidos y varios Eurodiputados ejercieran presión sobre el gobierno Colombiano. Con la colaboración del Gobierno de Bogotá se realizaron varias marchas en la ciudad para hacer visible el caso, prematuramente olvidado por los medios de comunicación. 

### Hallazgo de sus restos mortales
La búsqueda que durante 34 días, tuvo a su familia y amigos en vilo terminó el 23 de abril de 2006, luego de que un caminante con su perro encontrara restos de su cuerpo desmembrados en las laderas del parque nacional de Bogotá. Esta persona habría dado aviso a las autoridades, quienes avisaron a los familiares y a la prensa, solo después de que las autoridades de la Seccional de Investigación Criminal SIJIN perteneciente a la Dirección de Investigación Criminal DIJIN de la Policía Nacional habían ya terminado de hacer el levantamiento de sus restos mortales. El cuerpo de Jaime no fue encontrado totalmente. Se encontraron piezas de hueso, sin tejido, desmembradas y en diferente estado de descomposición, en un radio de casi quince metros, a 0,8 kilómetros de la calle Circunvalar. Posteriormente, fueron apareciendo otras partes conforme se hizo el levantamiento.

### Investigación, irregularidades en el caso y amenazas
El caso lo asumió la Comisión Colombiana de Juristas en representación de su familia y buscó que el gobierno y el fiscal asignado al caso reconocieran que éste había sido un delito de desaparición forzada y asesinato. Durante el período de gobierno de Álvaro Uribe fueron asignados fiscales provisionales en diez ocasiones y el caso sigue aún en la impunidad. De acuerdo con los abogados y peritos independientes que examinaron el reporte y el cuerpo, el manejo que las autoridades, específicamente el Instituto de Medicina Legal, le dieron al levantamiento de los restos y a la supuesta escena del crimen estuvieron orientados a encubrir evidencias. El croquis de la escena fue catalogado como inservible porque los restos habían sido manipulados con anterioridad. La descomposición irregular del cuerpo y el estado de los restos óseos eran indicios claros de una muerte violenta que la fiscalía tardó en reconocer más de siete años.
Después del asesinato de Jaime, Juan Sebastián, su hijo, sale del país y en 2008 lo hace también su hija Diana Marcela quién había seguido al reclamando al Estado el esclarecimiento del caso y fue víctima de amenazas perpetradas por el reducto paramilitar de las Águilas Negras. Diana Marcela, junto a decenas de hijos de víctimas de la violencia en Colombia crean la organización Hijas e hijos por la memoria y contra la impunidad. Diana Marcela continua escribiendo cartas a la opinión pública y a las autoridades nacionales e internacionales en cada aniversario de su muerte para reclamar justicia.

### 2014: El Estado reconoce la existencia del crimen
Solo cuando termina el Gobierno de Álvaro Uribe los fiscales retoman las investigaciones del caso sin embargo, en la audiencia ante la Cámara de Acusaciones en el parlamento colombiano, la cabeza del gobierno de ese entonces, reitera que fue un accidente. Es solo hasta 2014 cuando el Instituto Nacional de Medicina Legal, posterior a un tercer peritaje de expertos internacionales, confirmó que Jaime Gómez Velásquez, sufrió una "muerte violenta y de carácter homicida”. Esto ha permitido a las investigaciones concentrarse una vez más en la búsqueda de los posibles autores del hecho que en 2016 cumple diez años de sucedido. 

### 2019: CIDH anuncia que estudiará demanda por el crimen de Gómez
En mayo de 2019, la Comisión Interamericana de Derechos Humanos (CIDH) admitió para su estudio la demanda presentada por el asesinato de Jaime Gómez. Mediante un informe (N.º 114/19) la CIDH declaró admisible el caso por la violación del derecho a la vida, la integridad personal, la libertad personal y las garantías judiciales, entre otros.